# Giuliano da Sangallo
Pour les autres membres de la famille, voir Da Sangallo.
Giuliano da Sangallo, né Giuliano Giamberti, à Florence vers 1445, mort à Rome le 20 octobre 1516, est un sculpteur, architecte et ingénieur militaire florentin.
Il travailla à la construction de plusieurs édifices civils et religieux en Toscane et à Rome.
Il fut l’architecte préféré de Laurent le Magnifique.
Pionnier dans l’étude des antiquités classiques, il fut à l’origine d’œuvres considérées comme des modèles architecturaux à son époque, et d'innovations en matière de génie militaire, tant pour le compte des Médicis à Florence que pour Jules II et Leon X dans les états pontificaux.

## Biographie

### Chez les Médicis
Le père de Giuliano, Francesco Giamberti, est un menuisier au service de Cosme de Médicis, dont les deux fils, Giuliano et Antonio dit Antonio da Sangallo l'Ancien (1453-1534), optent pour la carrière militaire en devenant ingénieurs des fortifications. Giuliano entre d'abord au service de Laurent le Magnifique, dont il devient rapidement l'architecte préféré. À sa demande, il construit à partir de 1485 la Villa médicéenne de Poggio a Caiano, entre Florence et Pistoia. Il modernise les fortifications de Florence, de Castellana et d’autres places fortes. Laurent le Magnifique lui commande en outre un monastère pour les Grands Augustins, hors les murs de Florence, en face de la porte Saint-Gall, édifice qui vaut à Giuliano et à son frère le nom d'artiste da Sangallo qui fera lignée comme son fils nommé Francesco da Sangallo.

### Le défi de Notre Dame de Lorette
Da Sangallo est encore au service de Laurent le Magnifique lorsqu'il visite Naples, où il est récompensé pour différents projets. À la mort de son mécène, en 1492, il part pour Lorette dans la Marche d’Ancône et obtient l'adjudication des travaux de la coupole de la basilique de la Santa Casa. Mais il doit adopter des dispositions particulières, car le tambour octogonal de Giuliano da Maiano supposé la supporter présente des écrasements localisés. Afin d’en améliorer la maçonnerie, il fait venir de la pouzzolane depuis Rome pour obtenir un mortier à haute résistance. Il achève l’ouvrage le 23 mai 1500.
Vasari témoigne du fait que Giuliano se trouve à Florence en 1504 avec son frère Antonio où il s'occupa de la logistique pour apporter le David de Michel-Ange sur la Piazza della Signoria.

### Au service de la papauté
C'est à l'invitation du pape Alexandre VI qu'il part pour Rome et dessine le plafond à caissons de Sainte Marie Majeure. Il travaille ensuite longuement pour le pape Jules II, tant aux fortifications du château Saint-Ange que, selon Vasari, pour le cloître de la basilique Saint-Pierre-aux-Liens, dont le pape avait été cardinal titulaire.
Sa déception de se voir préférer Bramante pour la construction de la basilique Saint-Pierre est telle, qu'elle le détermine à retourner à Florence et à y reprendre ses fonctions d'ingénieur militaire, car la guerre faisait alors rage avec Pise.
Jules II, voulant s'adjoindre ses talents de poliorcète pour assiéger Bologne, parvient à le faire revenir à Rome en 1514 en l'associant à Michel-Ange pour parachever la construction de Saint-Pierre de Rome ; da Sangallo remplit cet office encore un an et demi, mais est emporté par la maladie.

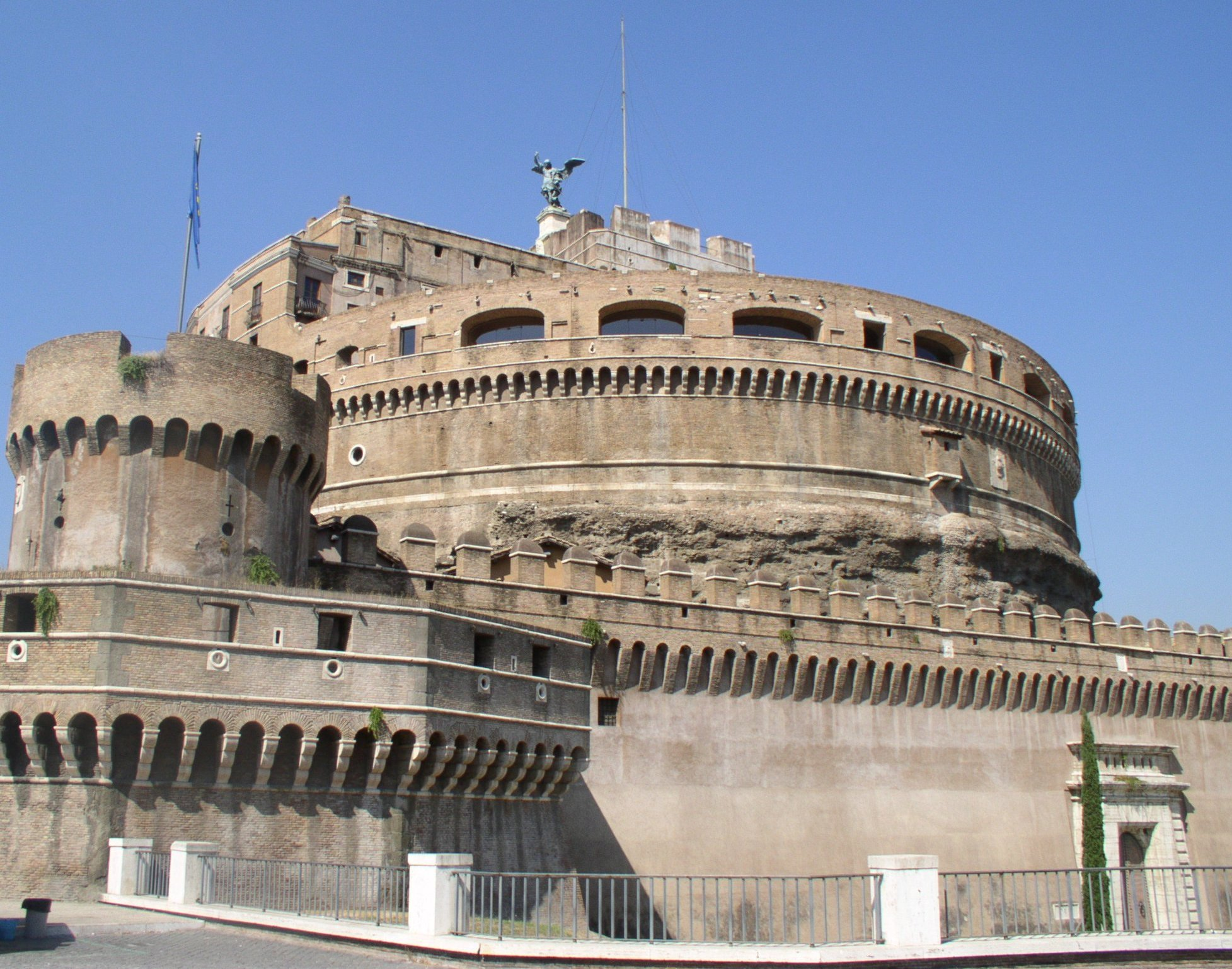
Fortifications du Castel Sant'Angelo de Rome
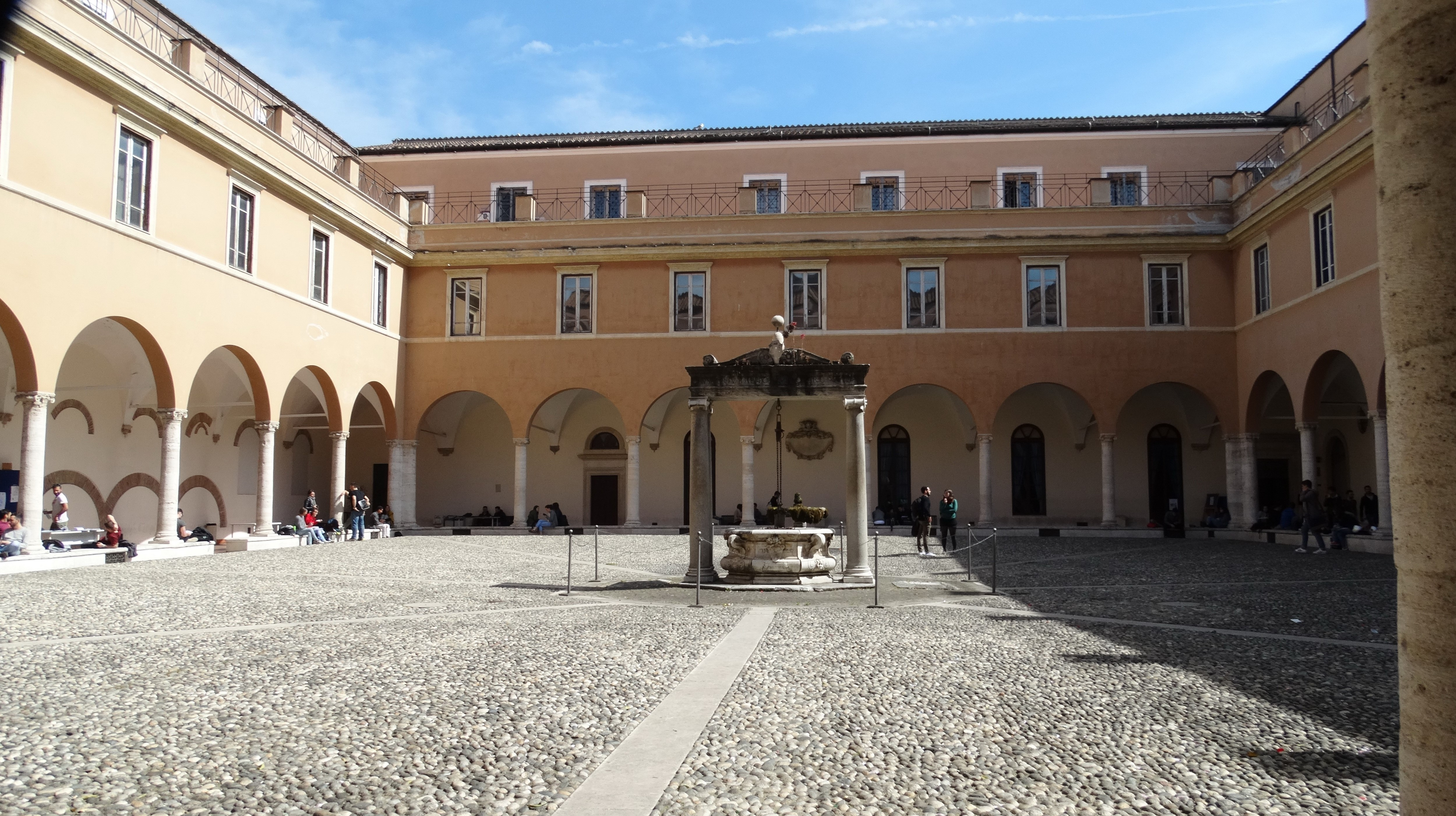
Cloître de Saint-Pierre-aux-liens à Rome
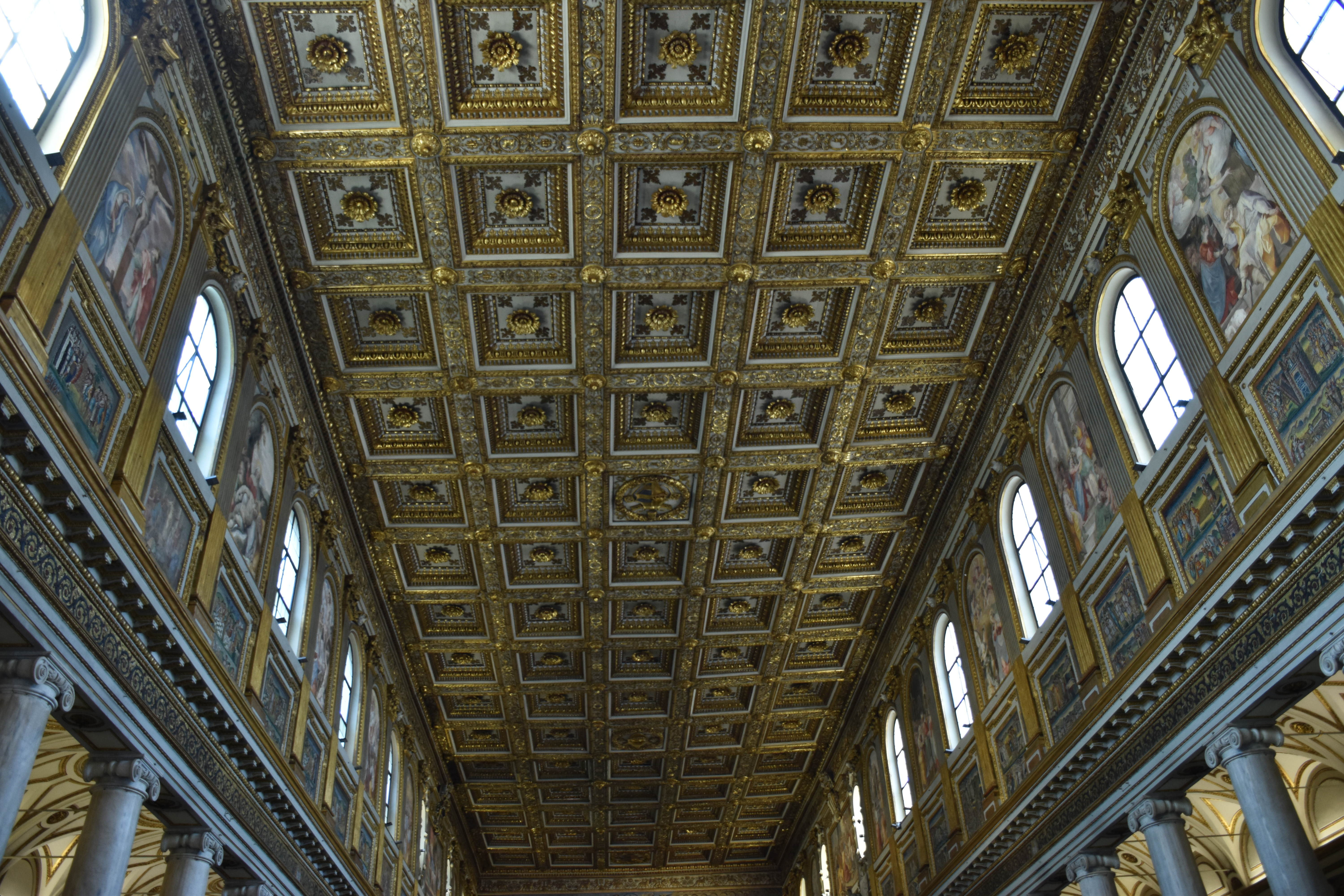
Plafond à caissons de Sainte Marie Majeure de Rome

## Œuvres
La plupart de ses œuvres sont visibles à Florence, comme le palais Scala. On lui attribue aussi le palais Cocchi-Serristori sur la place Santa Croce, mais il y a surtout lieu de citer la villa de Poggio a Caiano, ainsi que l'élégante et sobre église de Santa Maria delle Carceri à Prato, son chef-d'œuvre inauguré en 1485 ; sur un plan en croix grecque se greffe, à la croisée du transept, un attique adoptant la forme d'un carré soutenant un tambour portant lui-même une coupole sommée d'une tour-lanterne. Le plan s'étend sur une base octogonale : c'est l'une des premières églises de la Renaissance conçues sur un plan en croix grecque ; les parements extérieurs sont revêtus de marbre en référence aux Romains, référence appuyée surtout par les fenêtres et les portes à tympans, les pilastres accouplés par paires et le tympan au-dessus de l'entrée. L'intérieur, par ses pilastres, sa trabéation, ses frises et sa chapelle, est d'inspiration brunelleschienne.

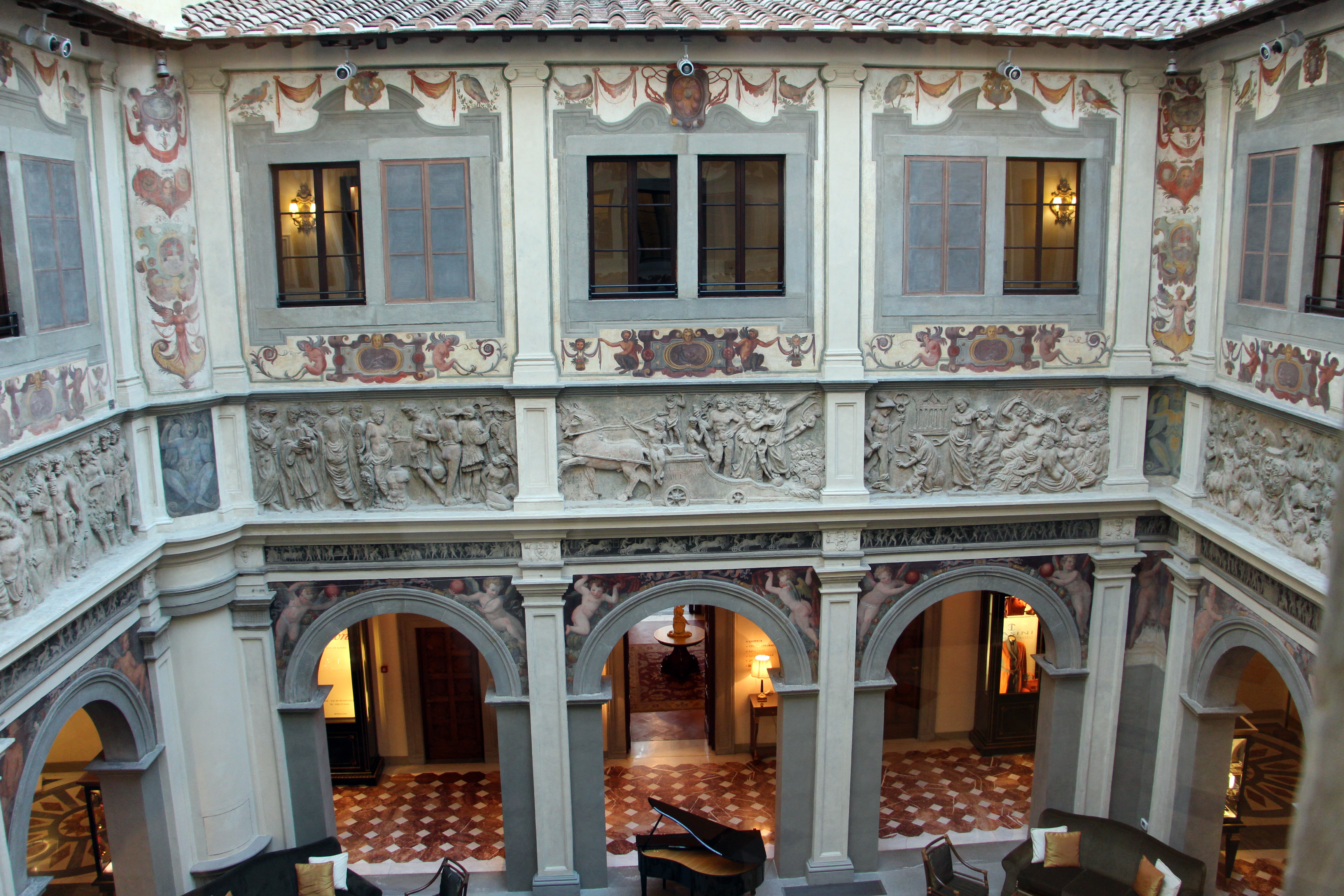
Cour intérieure du Palais Bartolomeo Scala ou Palais de la Gherardesca, à Florence
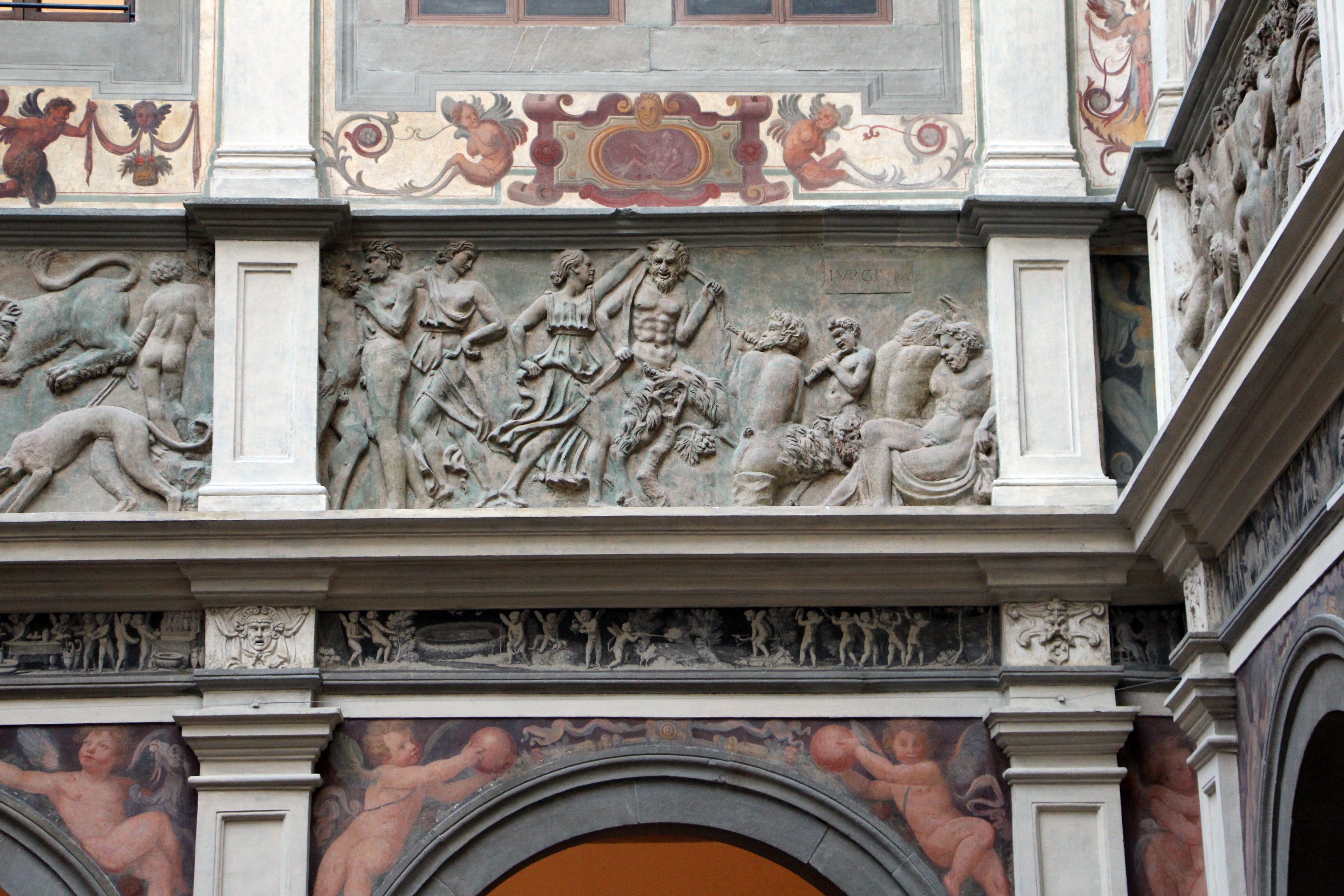
Bas-reliefs de la cour intérieure du Palais Bartolomeo Scala
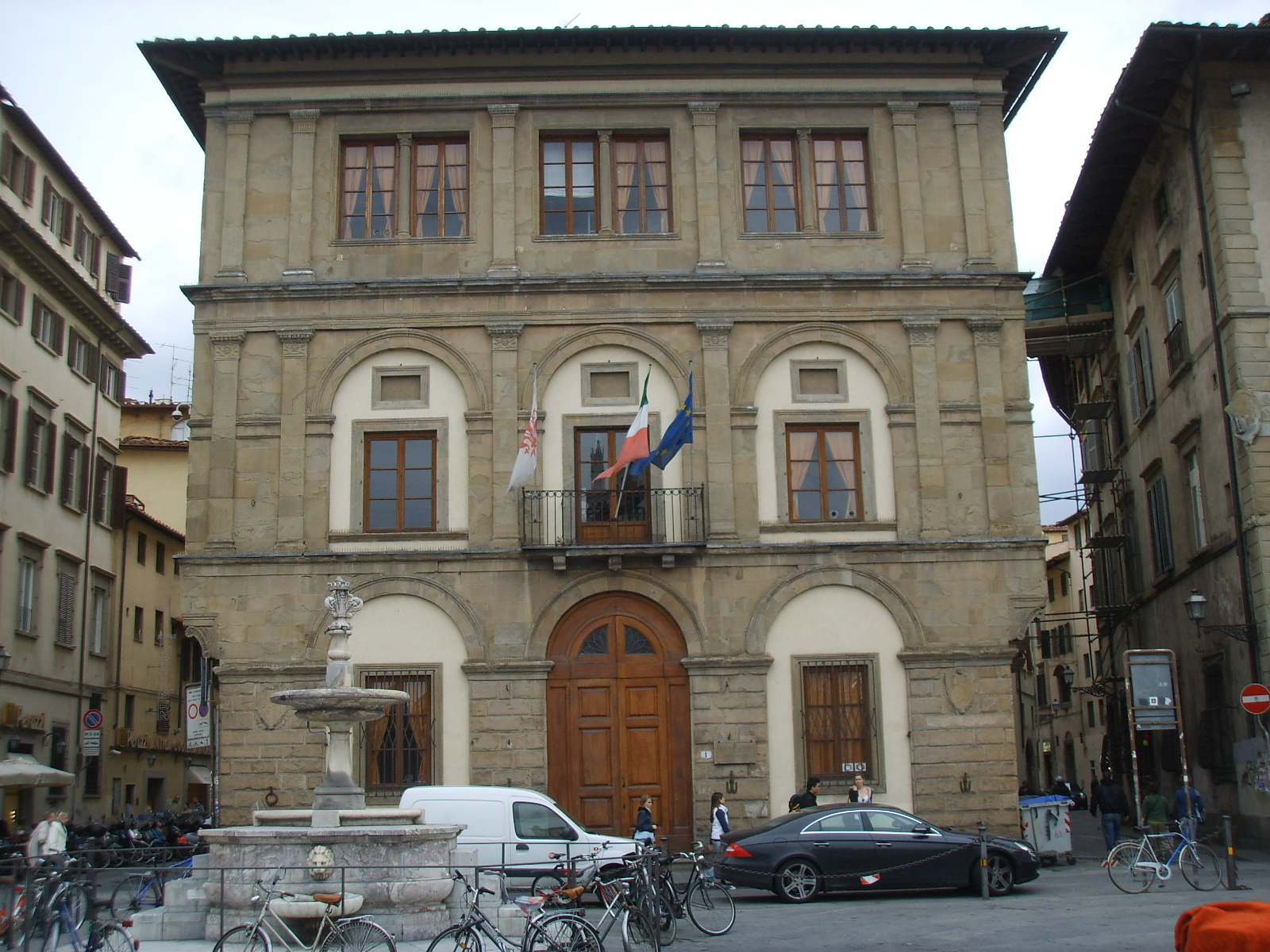
Palais Cocchi-Serristori de la place Santa Croce à Florence

La villa de Poggio a Caiano constitue, quant à elle, le prototype de la villa italienne de la Renaissance. Commandée par Laurent le Magnifique en 1480, cette construction exprime la magnificence, le prestige politique et social de son propriétaire. La pureté des lignes de cet édifice rectangulaire à deux niveaux avec un plan en forme de H inscrit dans un carré, s'élève sur un portique qu'il entoure sur toute la largeur. La villa est unique par l'originalité de sa conception et les références à l'architecture antique, référence manifeste dans le fronton temple ionique au centre de la façade. L'allusion à la forme de « temple » fut encore soulignée davantage par la suite par la présence dans l'architrave d'une frise en céramique qui illustre, au moyen d'une série de symboles et d'allégories traitant de la mythologie antique, le thème de l'inéluctable fuite du temps et le retour de l'Âge d'or, avec une allusion explicite à la paix et au bien-être que le règne de Laurent le Magnifique a apportés à Florence. Cette caractéristique fait de la villa de Poggio a Caiano une première dans l'histoire de ce type d'architecture : elle annonce très directement la villa-temple à la Palladio.

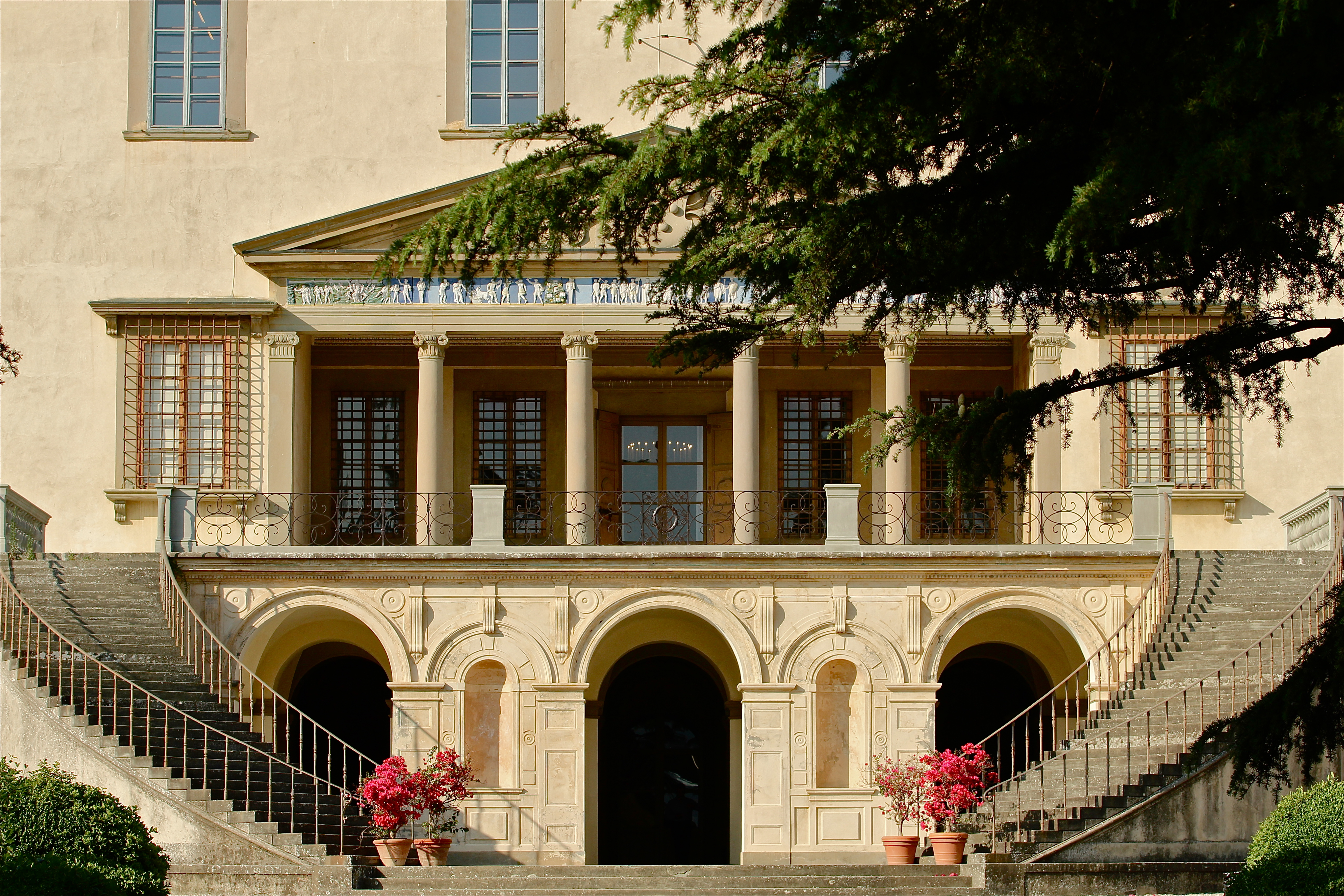
Villa médicéenne de Poggio a Caiano
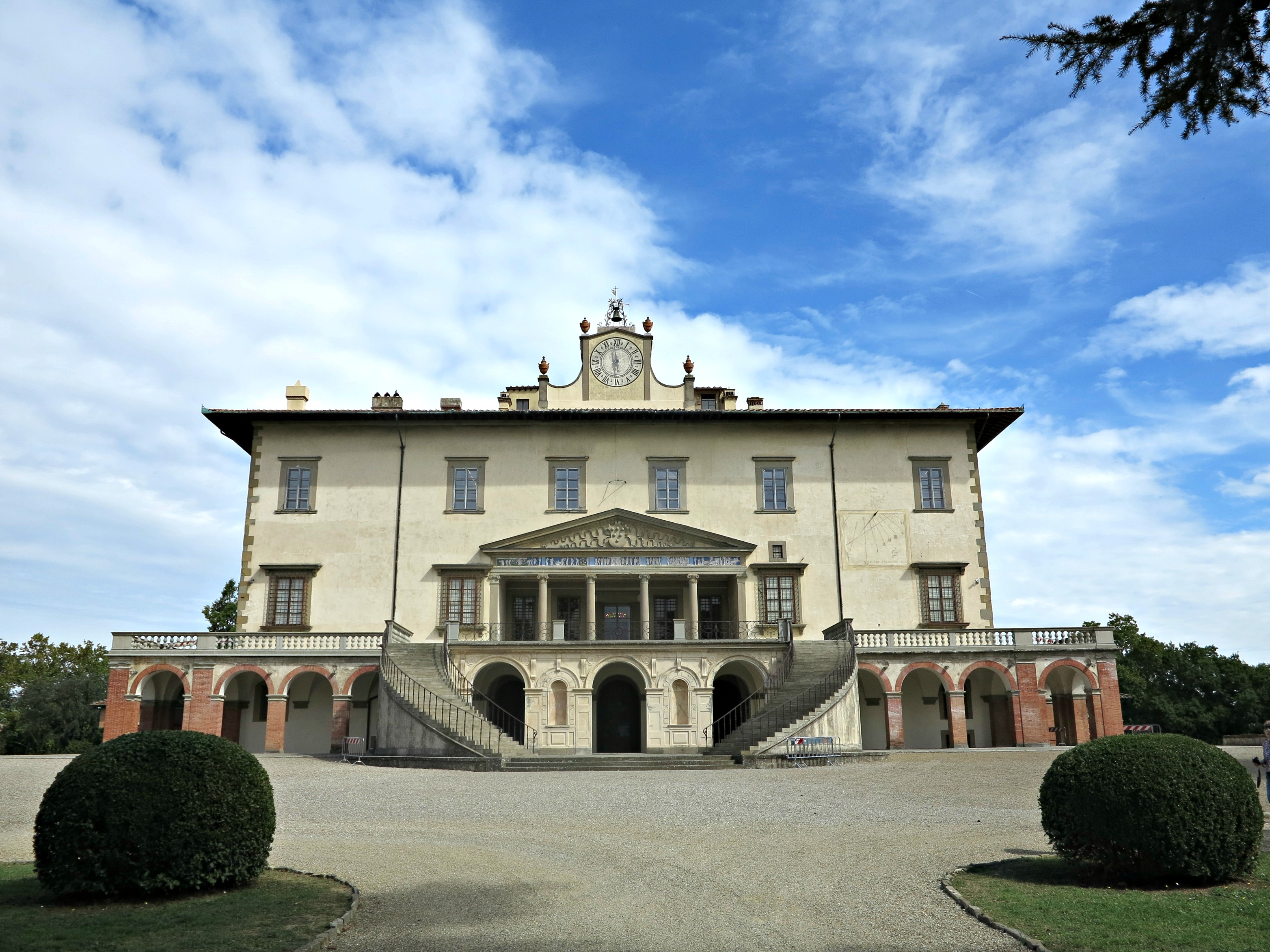
Façade de la Villa Médicéenne de Poggio a Caiano
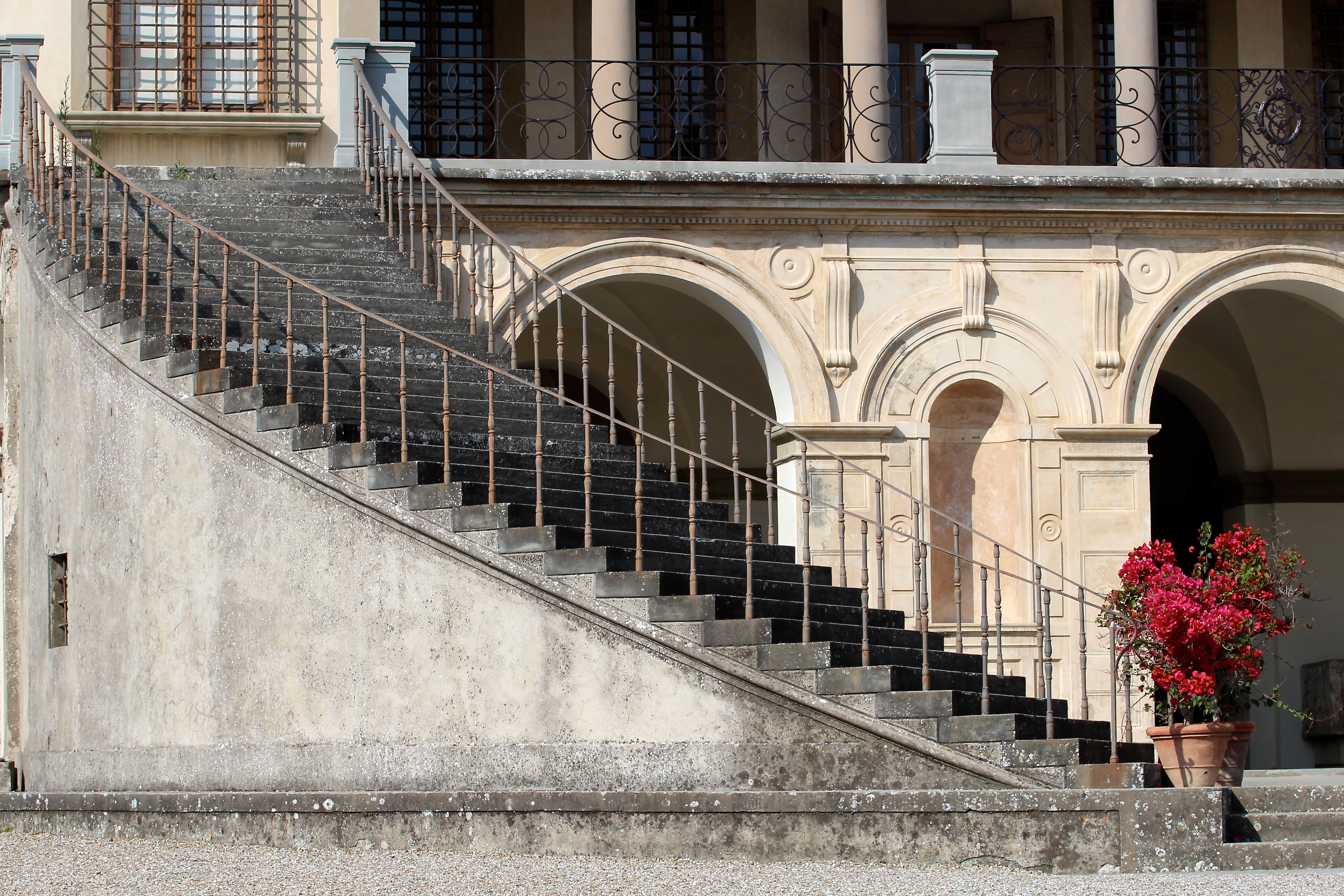
Villa Medicea di Poggio a Caiano
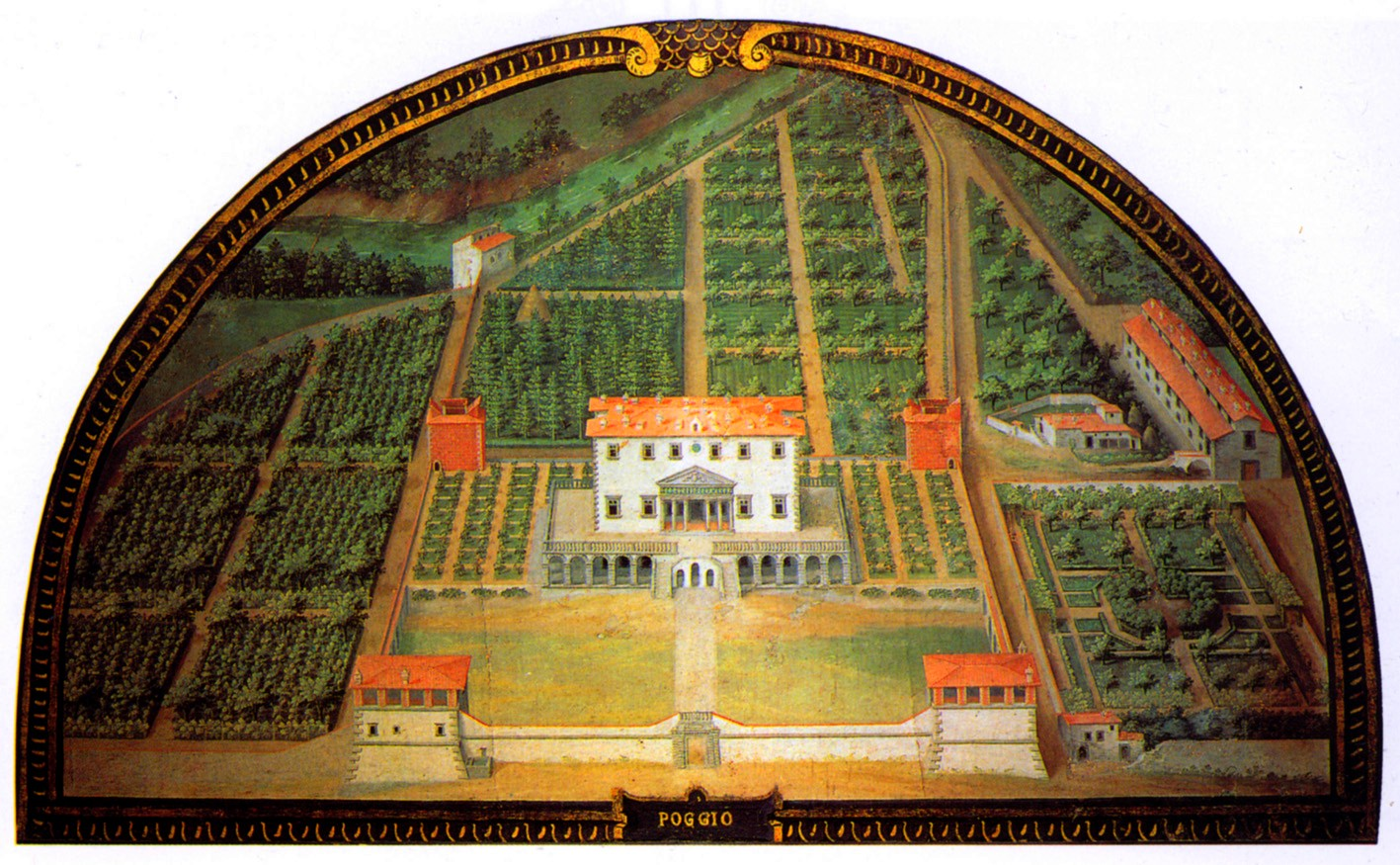
Villa de Poggio a Caiano vue par Giusto Utens

Le Palais Gondi à Florence (1490-1501), ainsi que les éléments de la basilique Saint-Pierre réalisés en commun avec Raphaël, comptent également au nombre de ses œuvres les plus significatives. Mais Sangallo fut surtout le plus grand ingénieur militaire de son temps, par ses contributions décisives au développement de la trace italienne, notamment dans les différentes déclinaisons du front bastionné, comme en témoignent de nombreuses citadelles encore intactes : Pise, Sansepolcro, Nettuno, Livourne, Arezzo, Colle di Val d'Elsa, etc.

Exemples de Fortifications et Citadelles réalisées par Giuliano da Sangallo
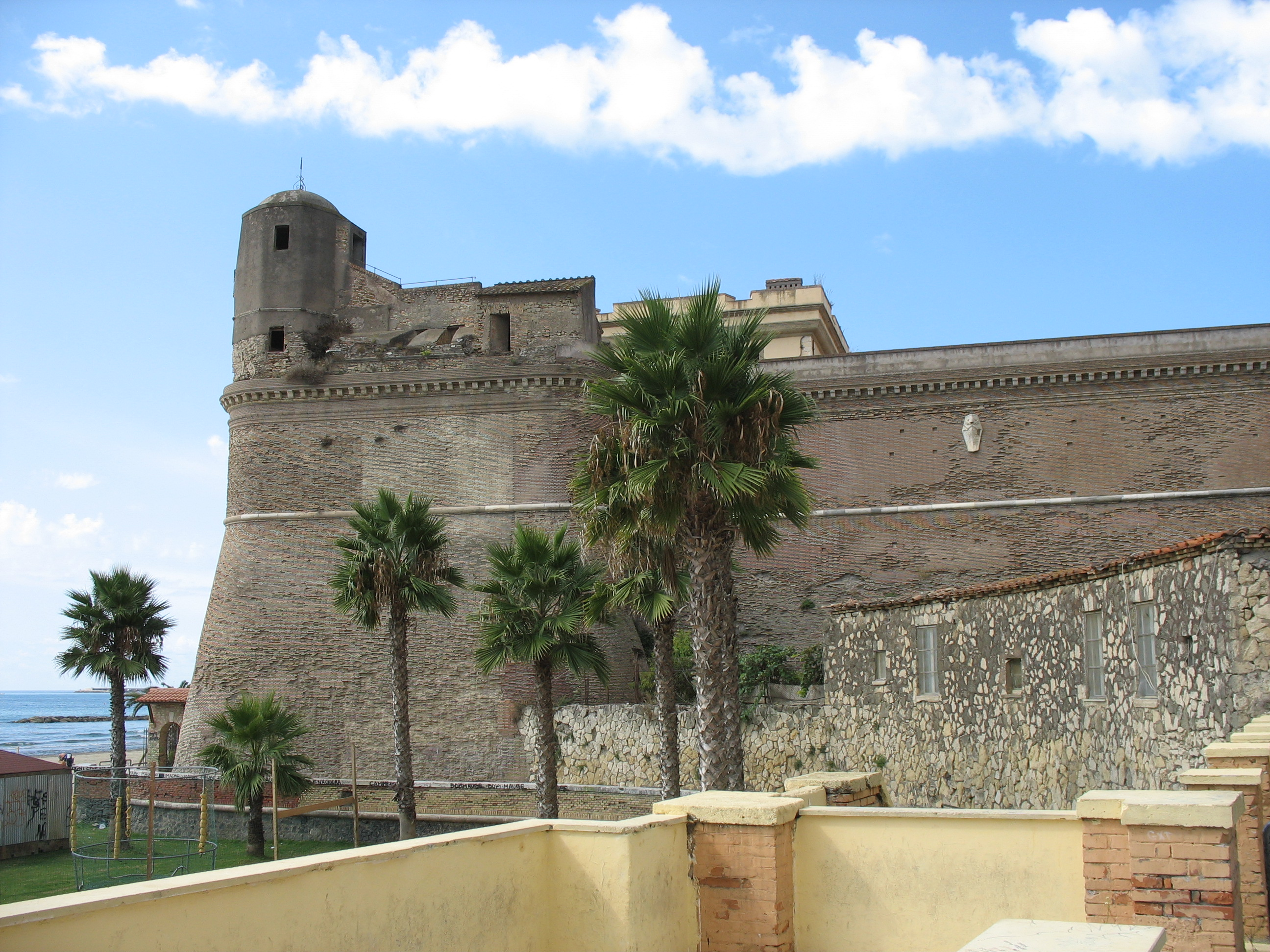
Fort Sangallo de Nettuno
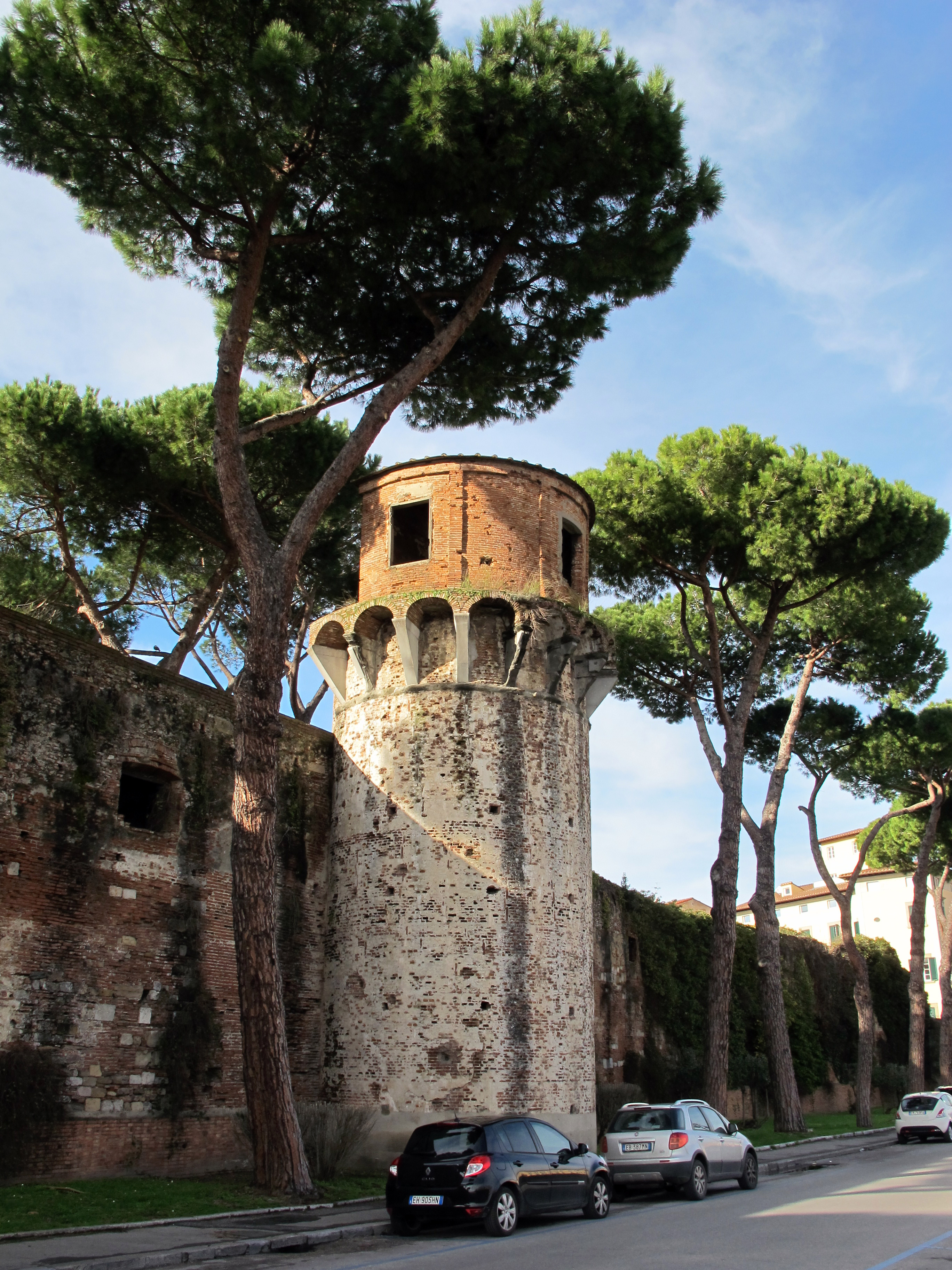
Forteresse de Cittadella Nuova de Pise
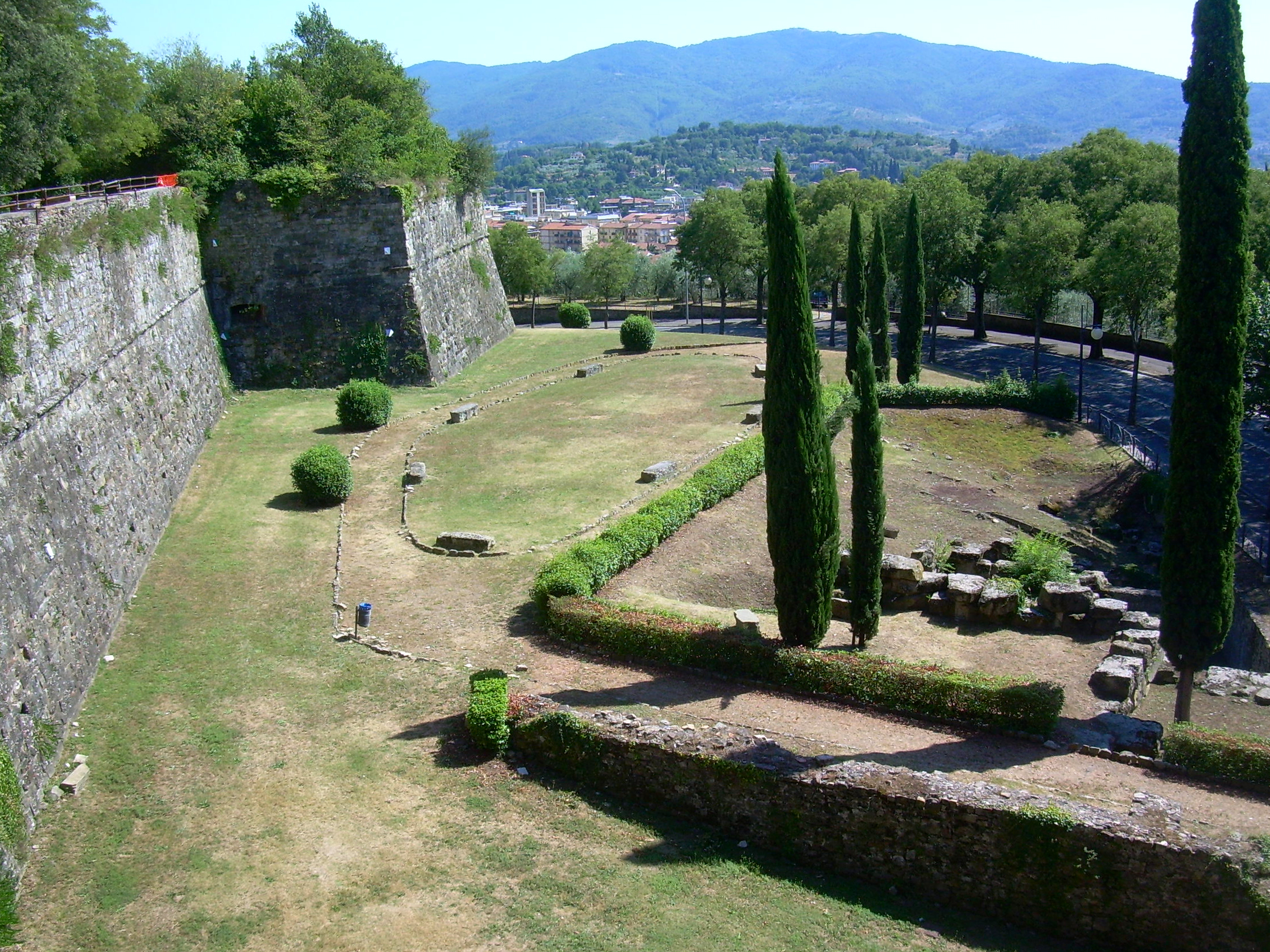
Forteresse médicéenne d'Arezzo
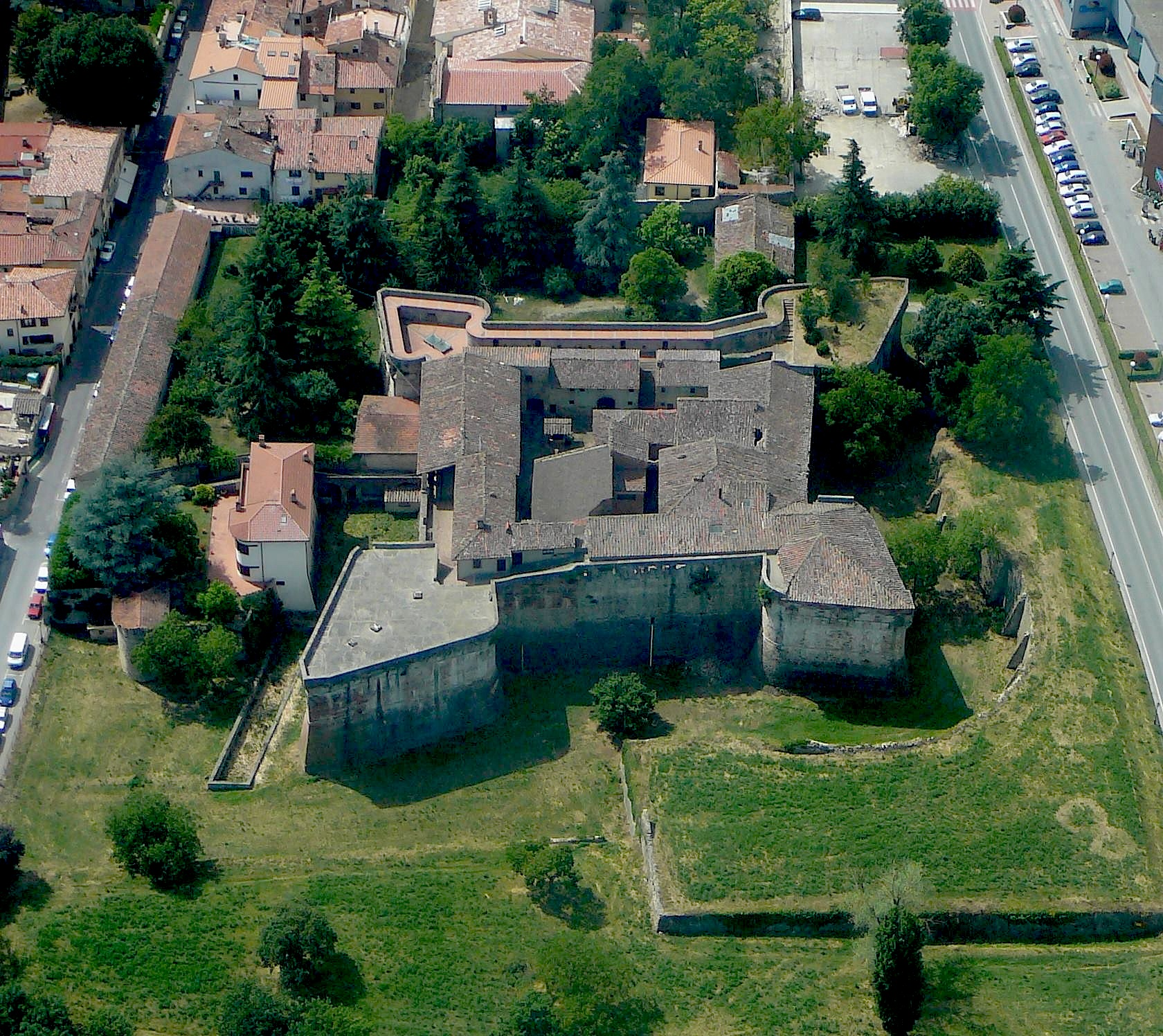
Vue aérienne de la Citadelle de Sansepolcro
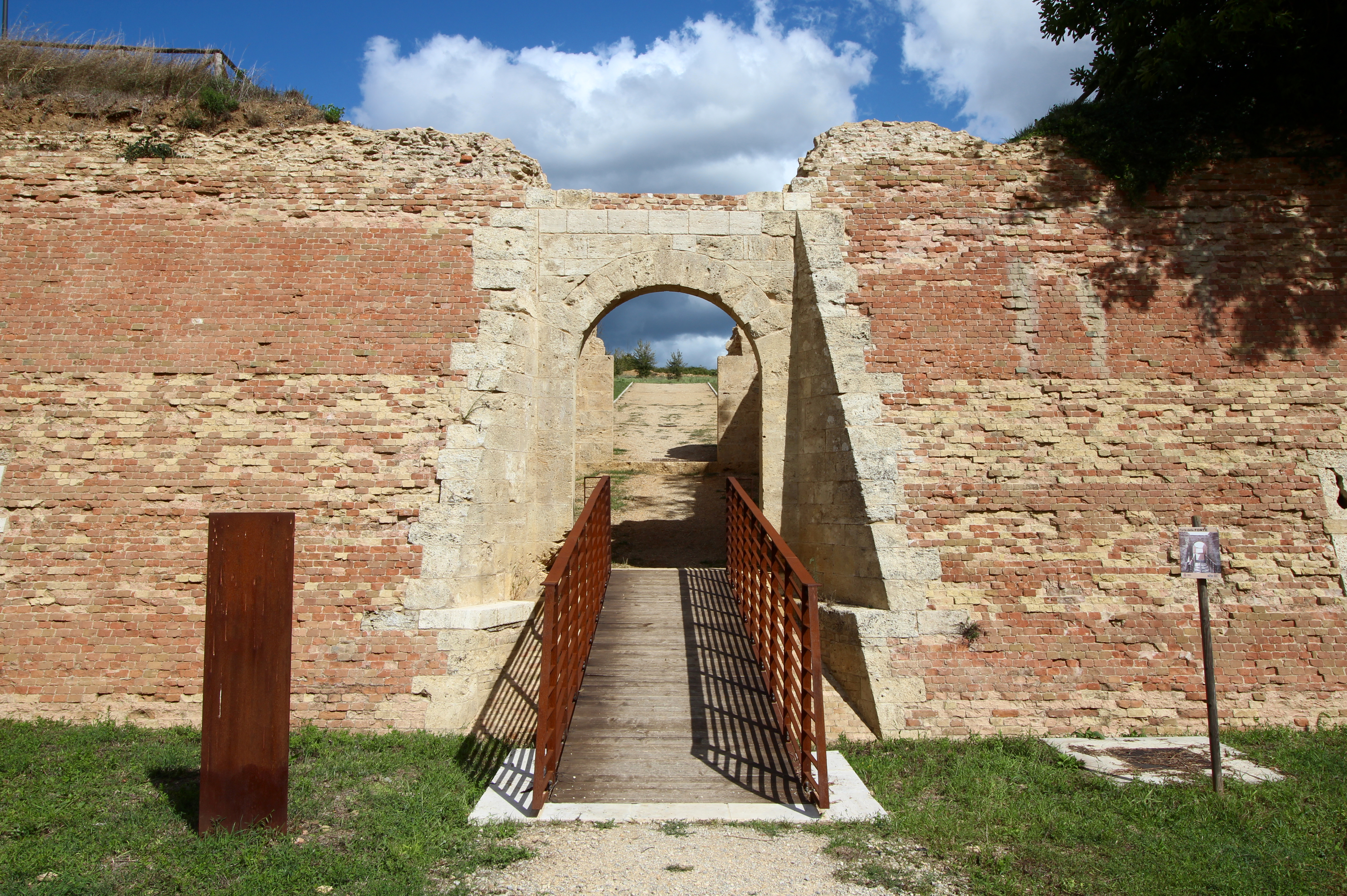
Forteresse médicéenne de Poggio Imperiale

Autres réalisations en Toscane
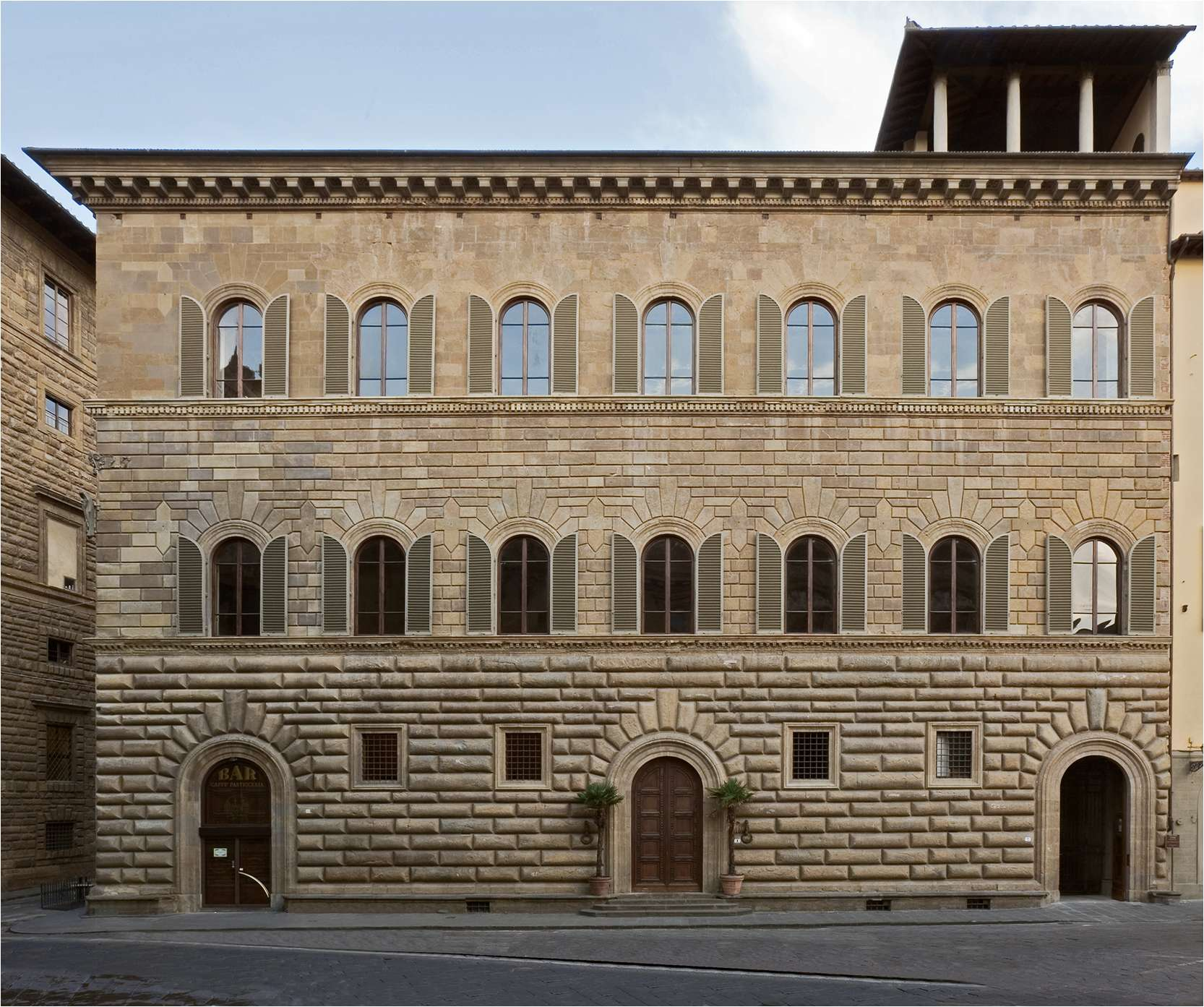
Façade du Palais Gondi à Florence
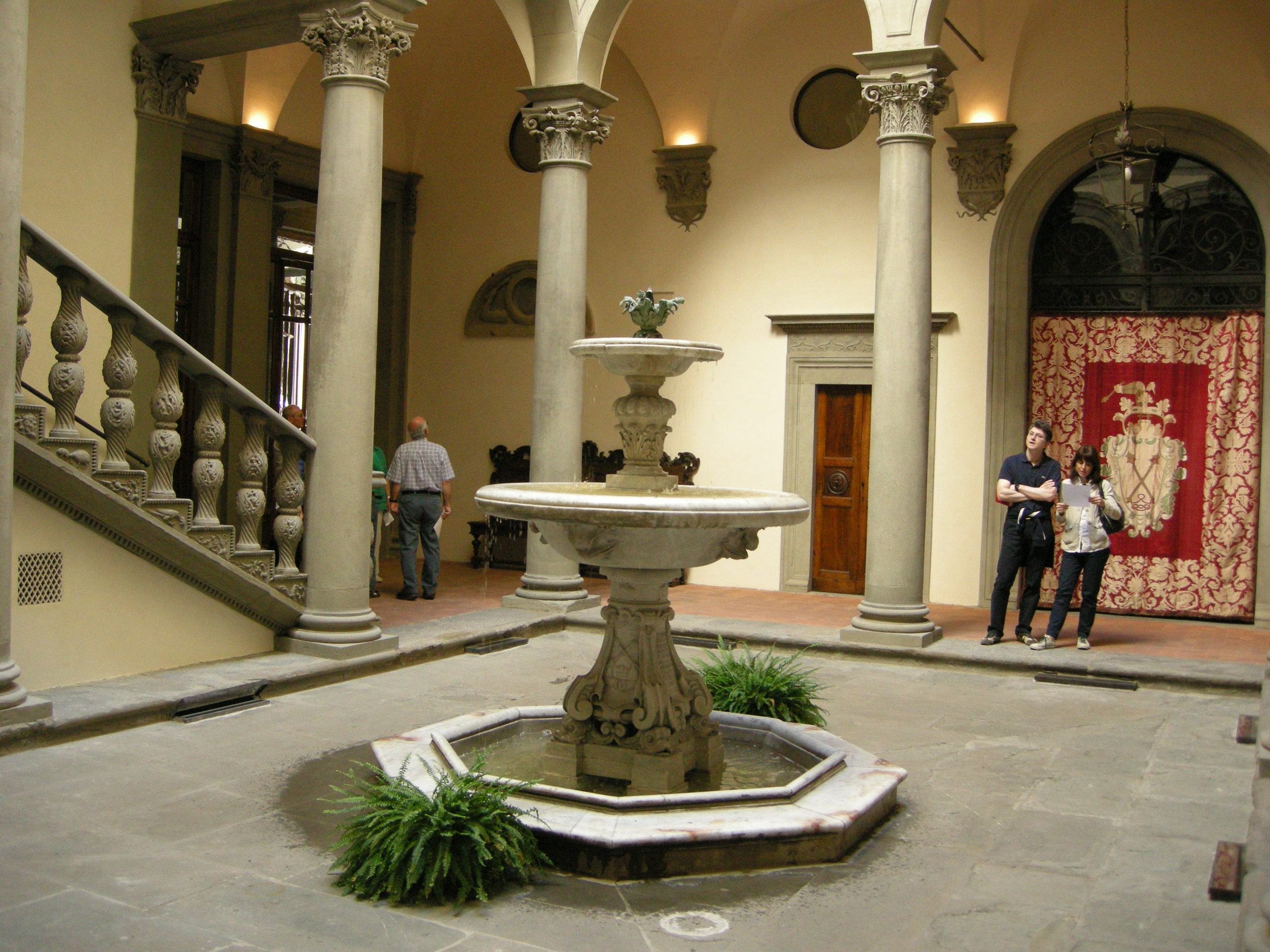
Cour intérieure du Palais Gondi.
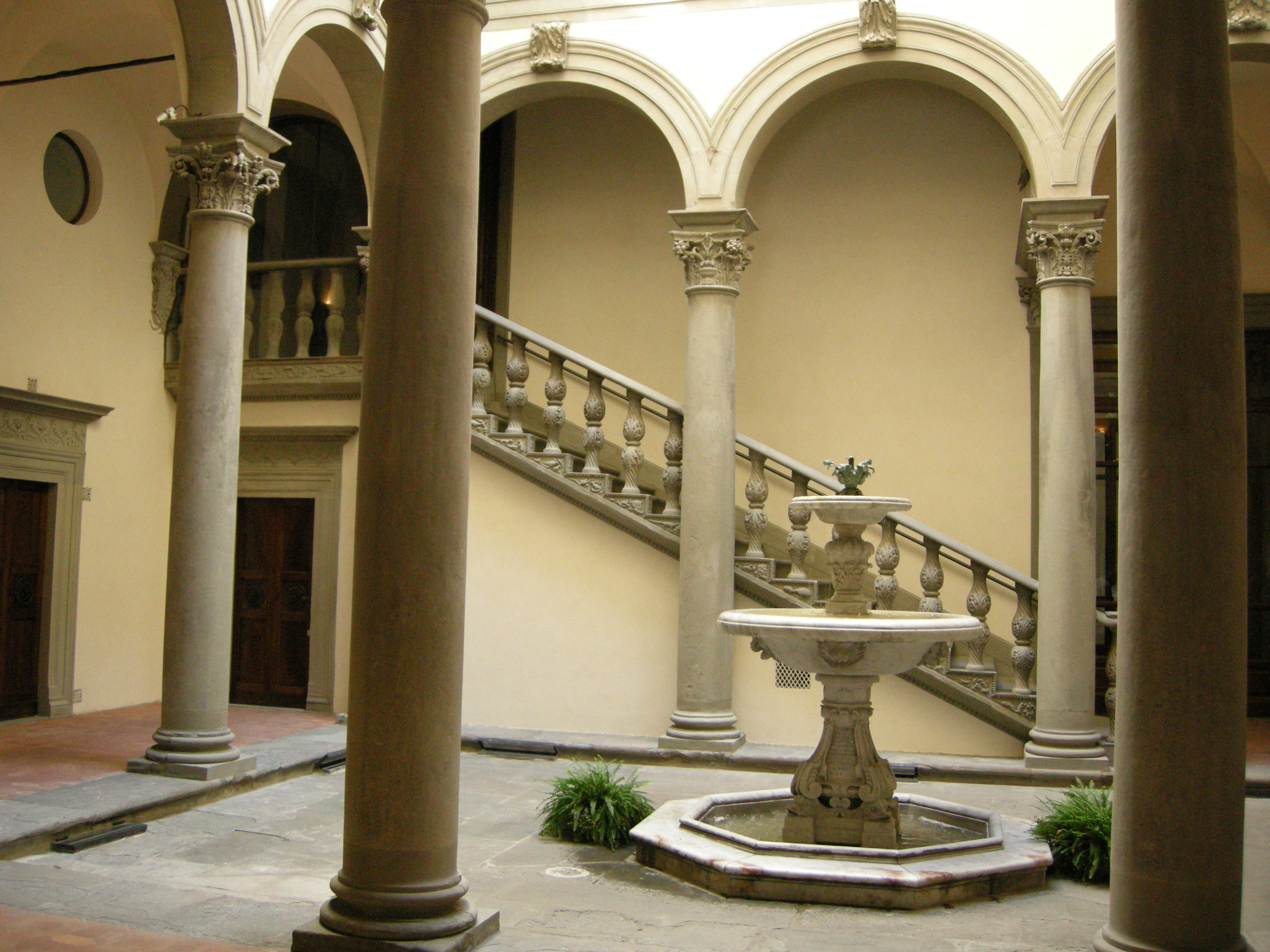
Cour intérieure, autre vue.
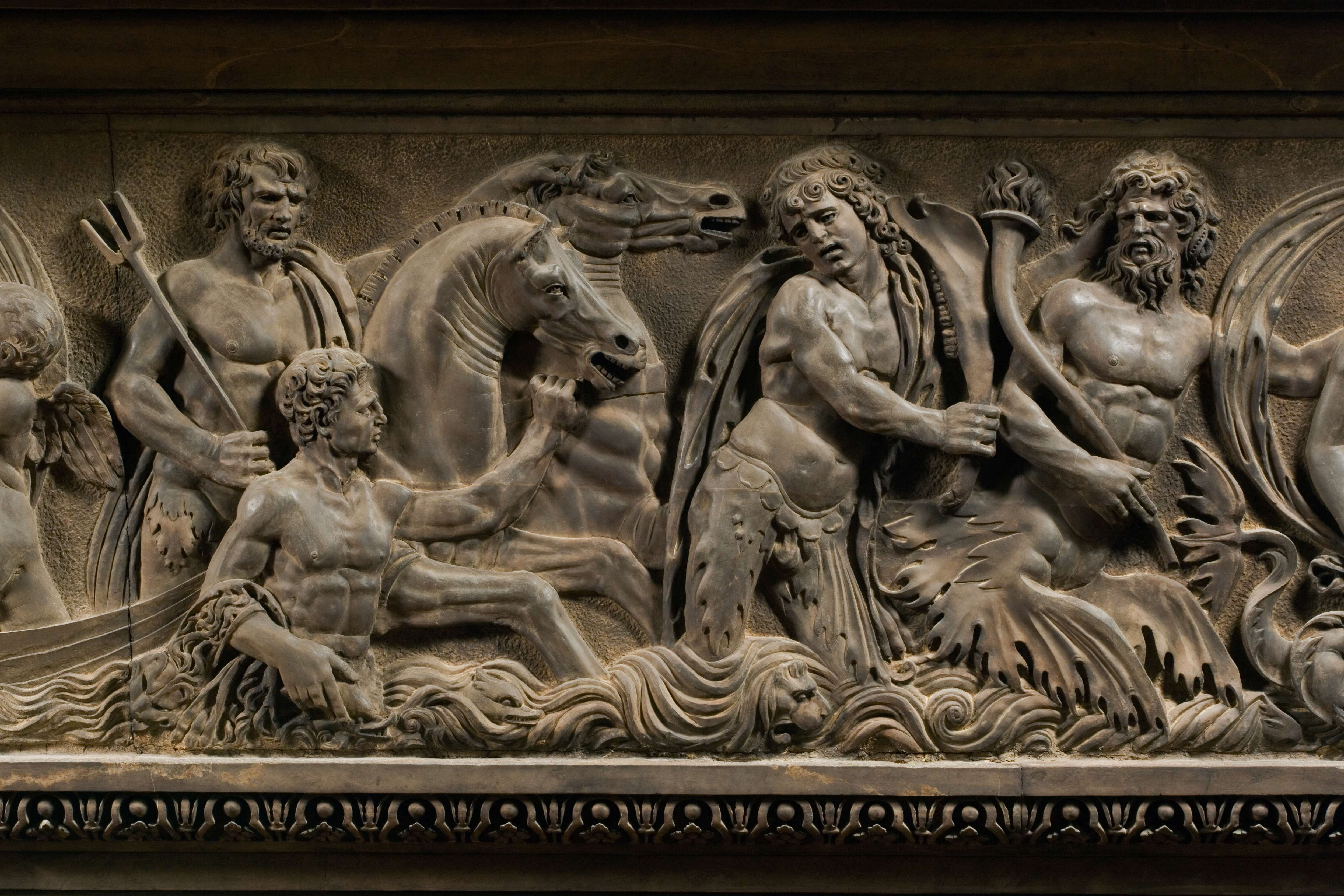
Bas-Relief du Palais Gondi
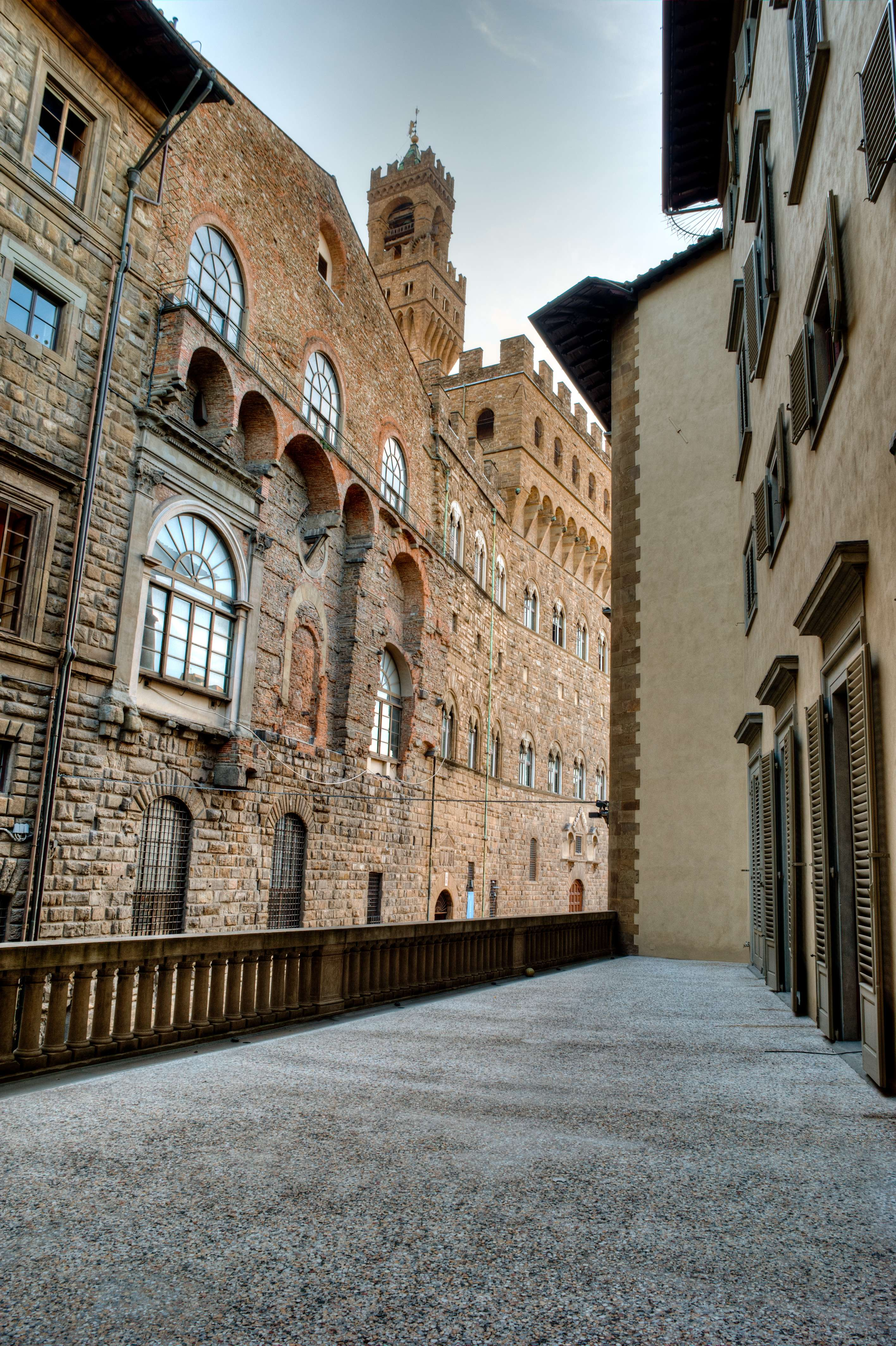
Vue de la terrasse du Palais Gondi
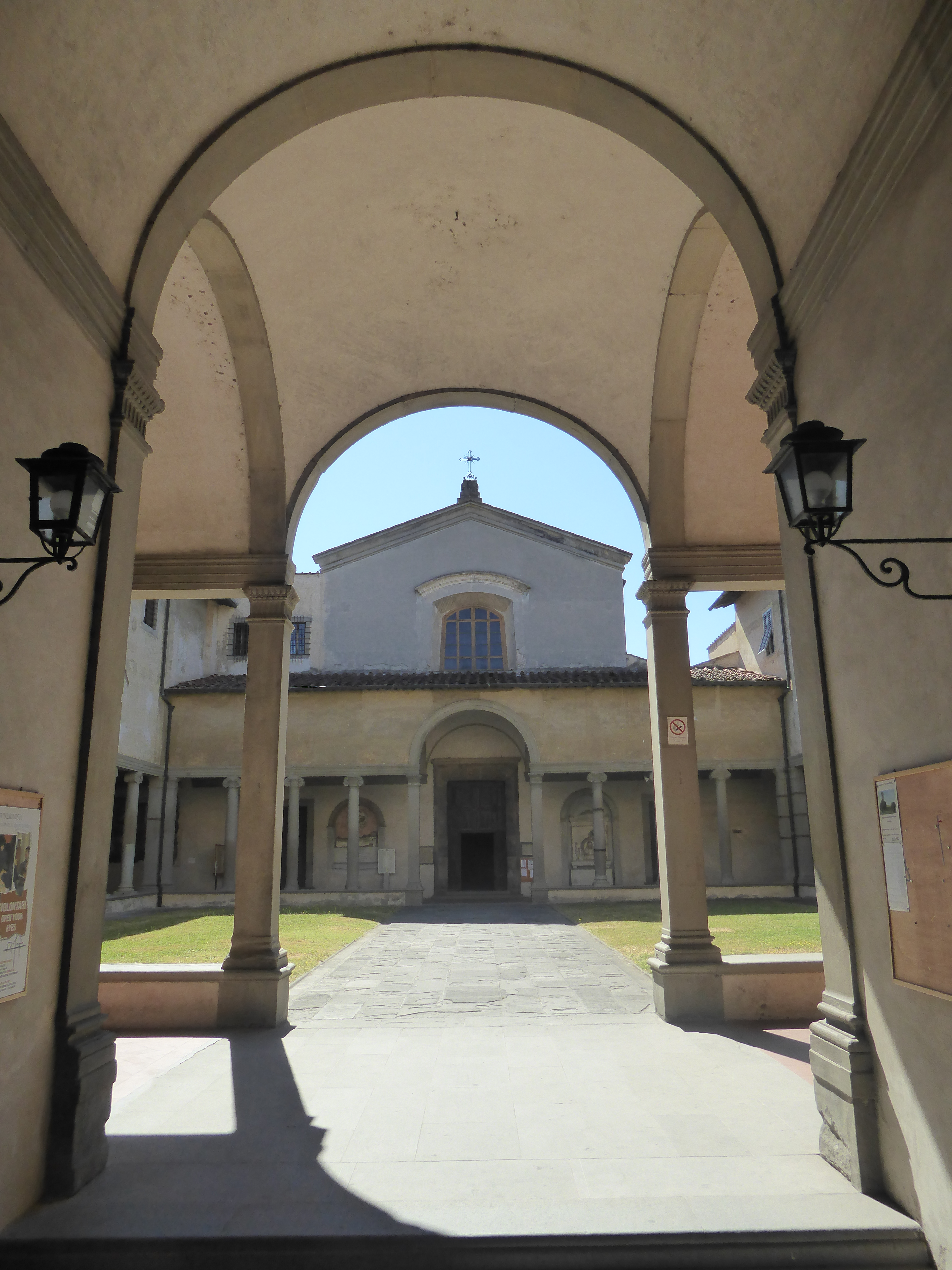
Atrium de l’église Sainte Marie Madeleine des Pazzi de Florence
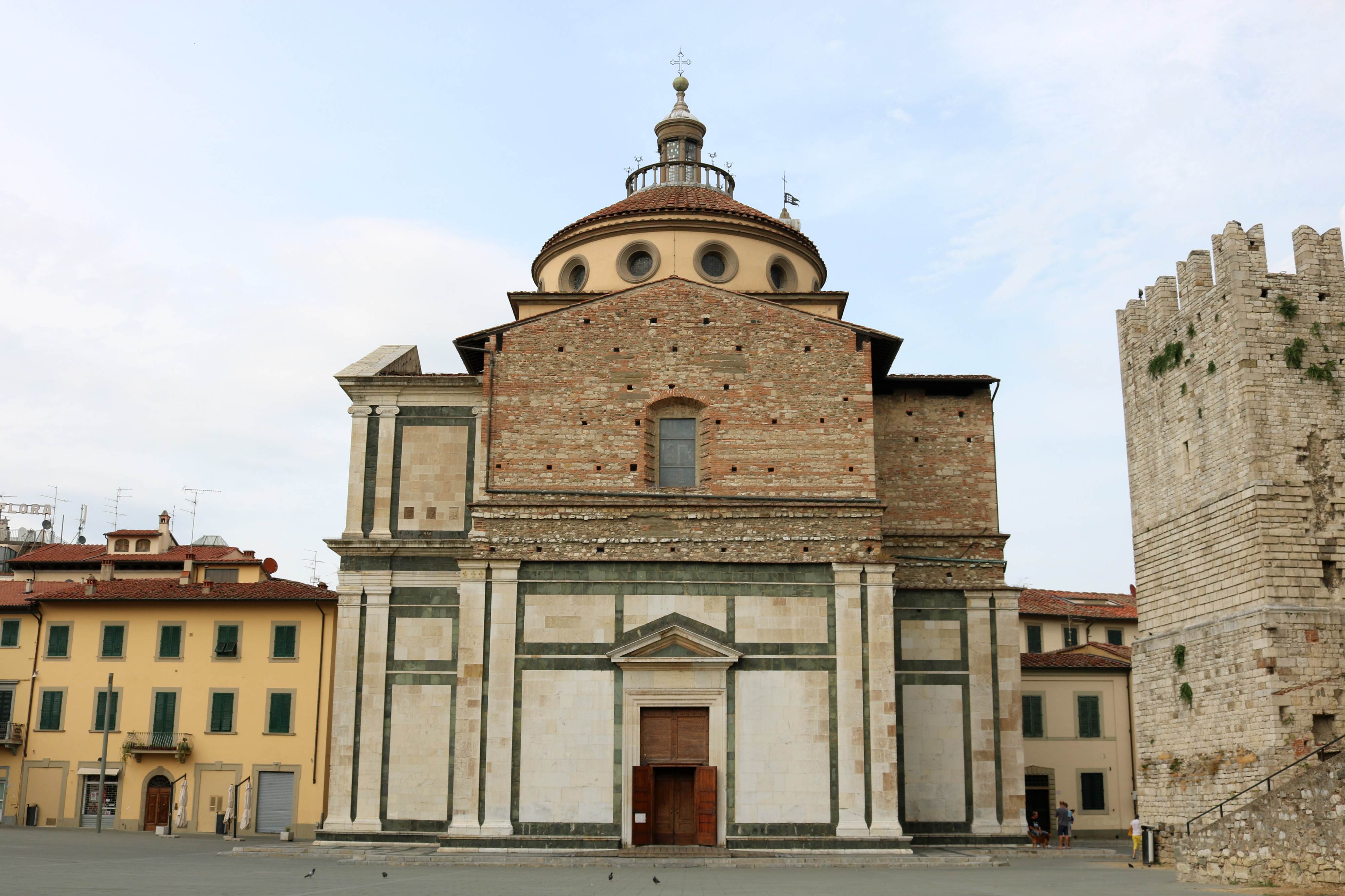
Basilique de Santa Maria delle Carceri à Prato
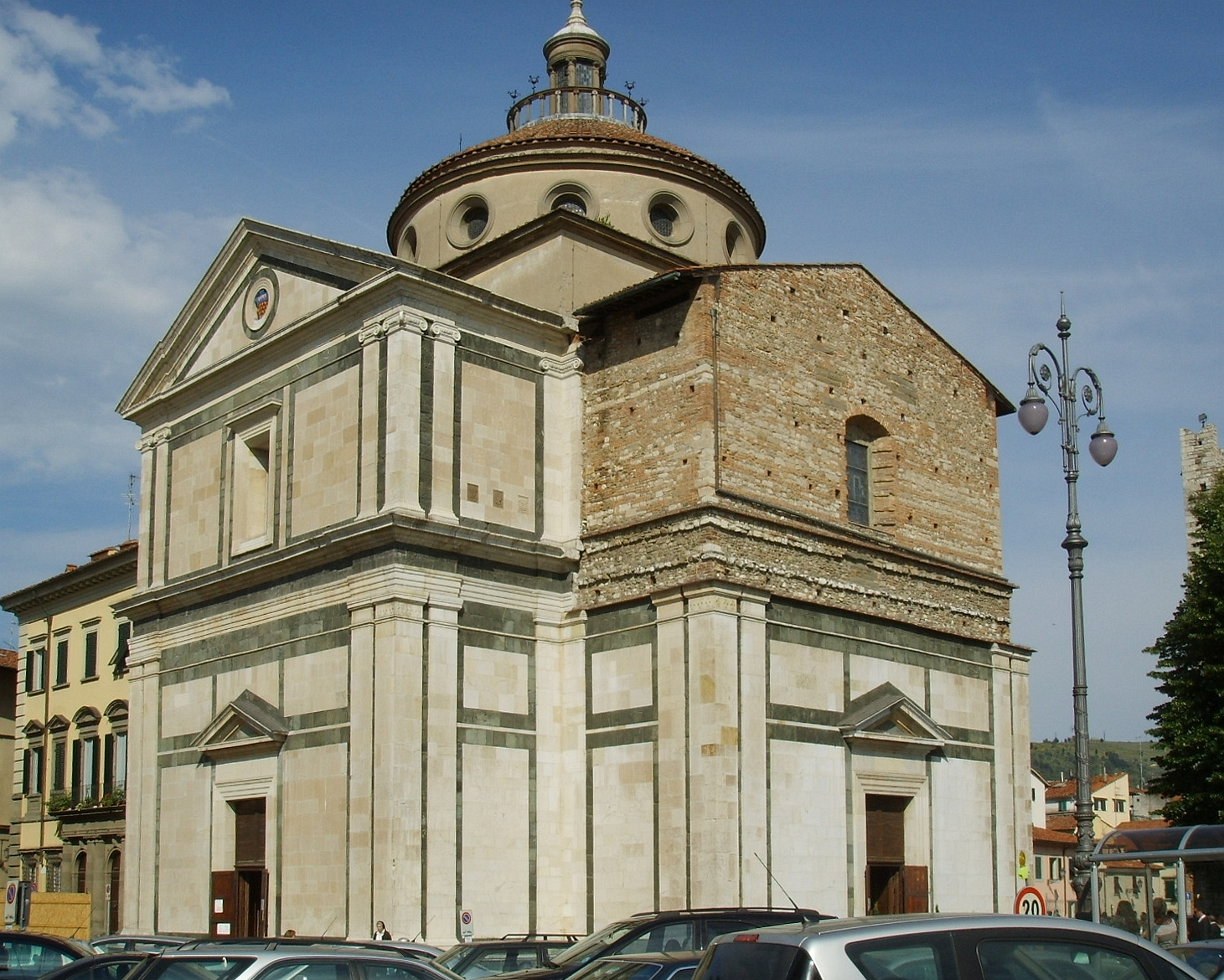
Santa Maria della Carcere à Prato, autre vue.

Il a réalisé une peinture sur bois Projet d'architecture d'une cité idéale, conservé à la Galerie nationale des Marches à Urbino. Ce tableau a longtemps été attribué à Piero della Francesca.
Giuliano da Sangallo fut un des premiers architectes de la Renaissance de qui il nous est resté une ample collection de dessins d'architecture qui fut organisée et conservée par ses descendants. Le corpus graphique est constitué de :
- 21 feuillets conservés au cabinet des Dessins et des gravures des Offices et parmi lesquels se trouvent les projets pour Saint Pierre et pour la façade de San Lorenzo.
- Codice Barberiniano Ms Barberini Lat. 4424 de la Bibliothèque Vaticane. Riche de dessins de chapiteaux, socles et autres détails de monuments de l'antiquité ;
- Carnets siennois conservés auprès de la Bibliothèque de Sienne comprenant de magnifiques dessins : consultable sur le site de la Bibliothèque numérique mondiale de L'Unesco[4]
- quelques dessins recensés dans la collection Mariette.

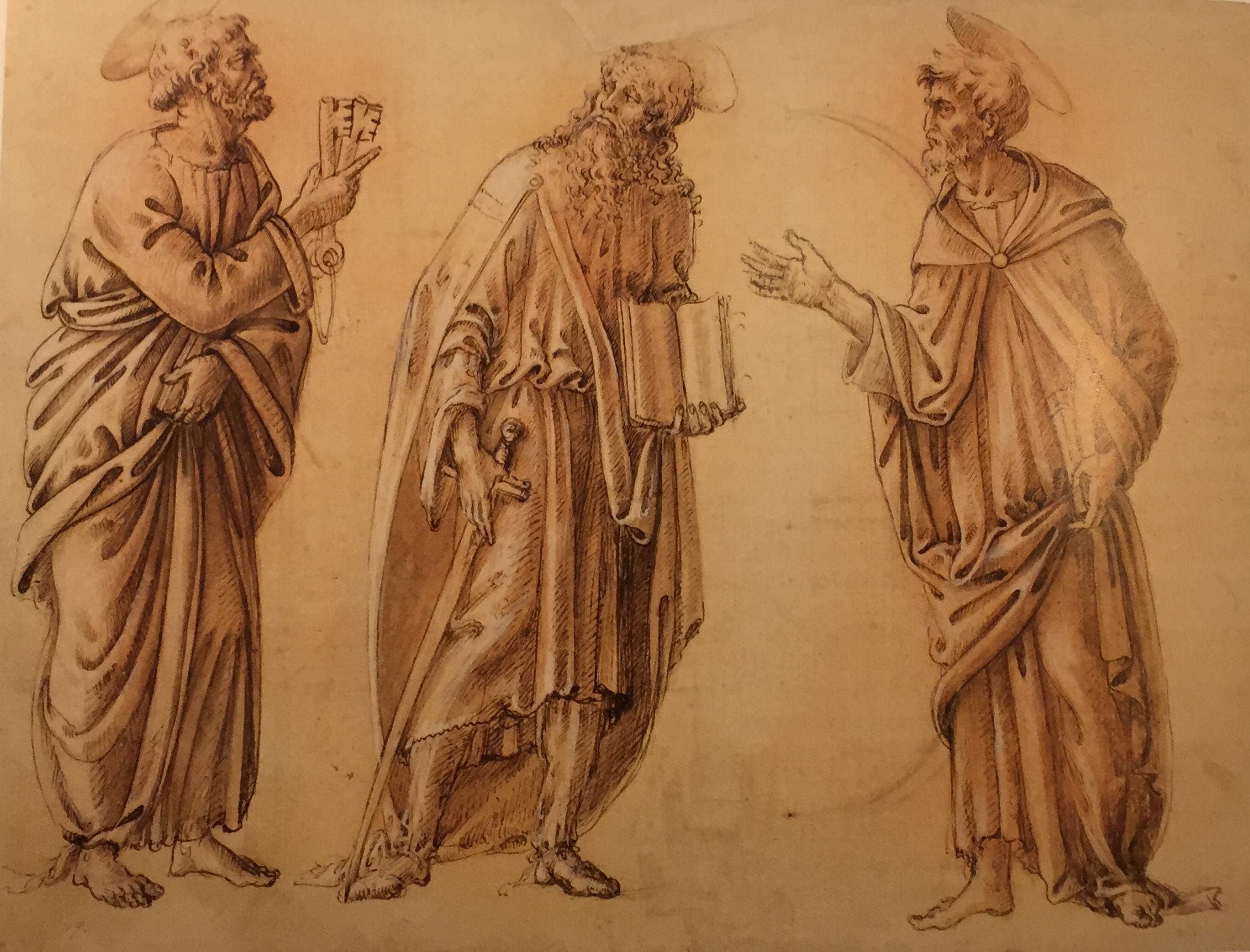
saint Pierre, saint Paul et saint Marc. Dessin de Giuliano da Sangallo
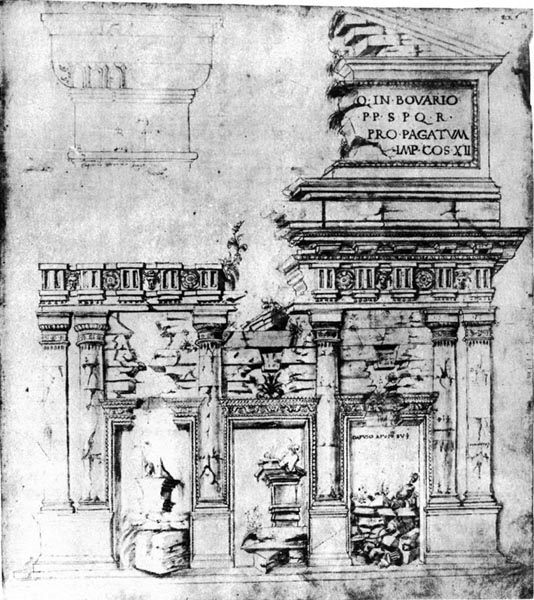
Relevé de la Basilique Emilia, 1480
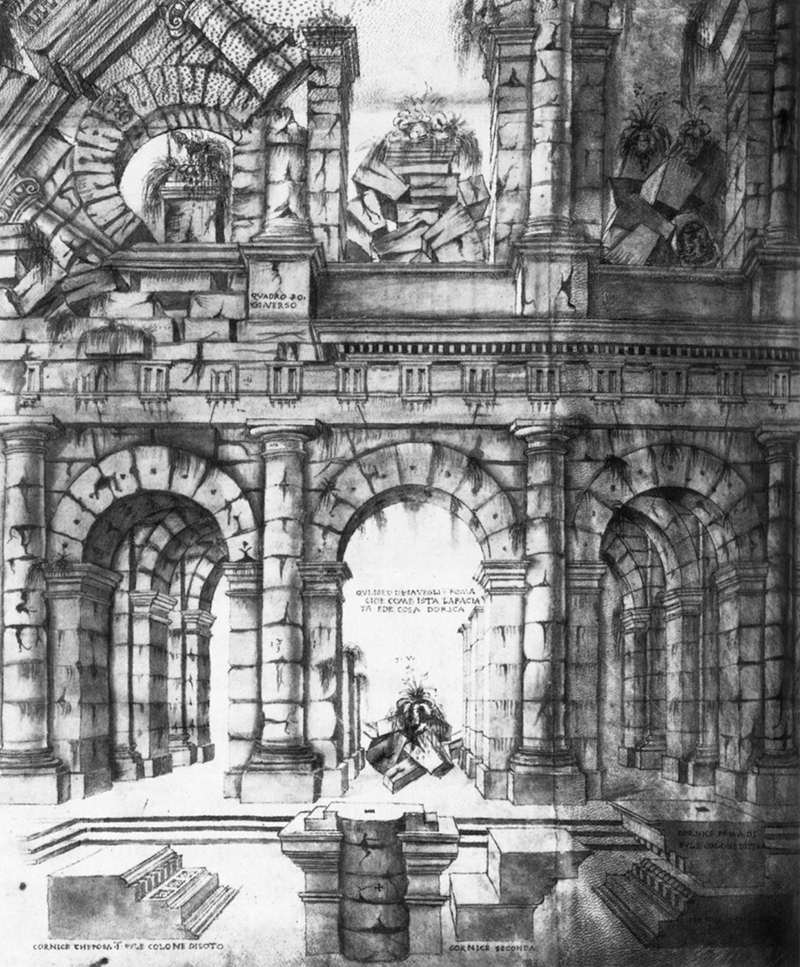
Ruines du théâtre Marcellus à Rome